# 市来光弘
市来 光弘（いちき みつひろ、1982年1月10日 - ）は、日本の声優、舞台俳優。マウスプロモーション所属。鹿児島県出身。

## 経歴
昔からゲームが好きで、中でも中学生の頃に熱中していた『ザ・キング・オブ・ファイターズ（以下KOF）』が好きだったという。『KOF』の攻略記事が出ている雑誌は毎月買っていたという。その雑誌の中に、『KOF』のキャラクターを演じている役者のコラムがあり、そこで初めて職業としての声優を意識するようになったという。徐々に「自分も声優になりたい」という願望が芽生え、養成所に入所。昔は人前で何かをすることが得意ではなかったため、克服するのがひと苦労だったという。
初仕事はゲームだったが、スタジオに入った時は「恐怖」の一言だったという。緊張もあったが、マイク前の動作もあり、「芝居に集中するのも大変なんだな」と痛感していたという。
2008年12月まで元氣プロジェクトに所属していた。2009年2月1日付けでマウスプロモーション所属となった。
2015年3月9日、自身の公式ブログにて、声優の井ノ上奈々と入籍したことを発表した。そのすぐ後にTwitterでも「皆様へブログにて大切なご報告をさせて頂きました!」と記載後すぐにWEB版ニュースなどに取り上げられる。また、マチ★アソビvol.14において5月4日に徳島県新町橋東公園にて公開結婚式が行なわれた（式はキリスト教式）。徳島での挙式では参列者が限られていたため、翌2016年3月9日にも都内で再度結婚式を行った。
2017年6月15日、第1子男児の誕生を報告する。

## 人物
アニメ、ゲーム、OVAなどの作品で活躍している。
偏食が激しく、肉類と甘いものが大好きで、一部の野菜と魚介類が嫌い。福圓美里と生年月日・血液型・職業が一緒で、かつて住んでいた住所、母親の名前も一致するという、偶然の一致がある。なお、携帯電話の機種まで被ったこともある。2009年1月9日に、乙女企画クロジ☆のサプライズで初めて、一緒に誕生日を祝い合った。
声優仲間では杉田智和、寺島拓篤、羽多野渉、鈴木達央、増川洋一などと仲が良い。イベントを共にすることも多い『つきねこ』の共演者とも仲が良い。また、デビュー作『マリア様がみてる』で共演した植田佳奈からは役名の「祐麒」で呼ばれているが、それ以来約8年もの間に掛けて本名を覚えられていないことが発覚した。また、植田と共に本人役で出演している『植田教授の格ゲーアカデミー』においては、植田が市来の名前を呼ぶ際は誤ってこちらの名前で呼ぶ場面があった。
好きな言葉は「SSR」。
兄がいる。

### 対戦格闘ゲームプレイヤーとして
『KOF』などの対戦格闘ゲームや『グランブルーファンタジー』などのソーシャルゲームを始めとして、『モンスターハンター』や『ポケットモンスター』が好きなどゲーマーとしての一面もある。ブログやツイッターでもよくゲームの話題を挙げている。『つきねこ』で市来が演じるキャラクター「サトシ」は、外見がテリー・ボガード（Tシャツの袖が破れていないため、『餓狼伝説3』版の服装が最も近い）に酷似している。これは紛れも無く役者ネタであり、『つきねこ』の関連商品などにはSNKプレイモアの著作権表記が入っている。
プレイヤーネームは、自身のデビュー作である『マリア様がみてる』の福沢祐麒のあだ名と同じユキチである。『ザ・キング・オブ・ファイターズ』シリーズにおいては全国の有名なプレイヤーたちにも引けを取らないほどの実力の持ち主で、格闘ゲームの全国大会である「闘劇」において、地区大会を突破するほどである。ただしプレイヤーとしてはプロ契約しておらず、一社会人プレイヤーである。また、『KOF』シリーズに声優として出演したことはないが、『XIII』の発表会から麻宮アテナ役の池澤春菜と共に司会を務め、誰よりも最初にプレイしている。使用キャラクターは草薙京、テリー・ボガード、リョウ・サカザキのいわゆる「SNK主人公チーム」である。格闘ゲームのプロゲーマーとも交友があり、ニコニコ動画ではプロゲーマー対市来の『KOFXIII』の対戦動画などが上げられている。
好きな必殺技は『餓狼 MARK OF THE WOLVES』のテリーの超必殺技「バスターウルフ」で、「初めて見た時、衝撃を受けるカッコよさで世界一好きだ」とのこと。その他はテリーの「トリプルゲイザー」、草薙京の「四百二拾七式・轢鉄」、リョウ・サカザキの「覇王翔吼拳」と「龍虎乱舞」は「いかにも超必殺技って感じで好き」だと語った。

## 出演
太字はメインキャラクター。

### テレビアニメ
2003年
- HAPPY★LESSON ADVANCE（男子生徒）

2004年
- スクールランブル（2004年 - 2006年、男子生徒、麻生広義、編集者） - 2シリーズ
- tactics（書生A）
- W〜ウィッシュ〜（男子生徒、街の人々、TVの声）
- マリア様がみてる（2004年 - 2009年、福沢祐麒） - 3シリーズ

2005年
- あまえないでよっ!!（2005年 - 2006年、男子生徒、ハニワ部員、副部長） - 2シリーズ
- IZUMO -猛き剣の閃記-（鈴木）
- うえきの法則（山田八十吉）
- はっぴぃセブン 〜ざ・テレビまんが〜（客）

2006年
- おろしたてミュージカル 練馬大根ブラザーズ（ホスト 他）
- ガラスの艦隊（ピエール）
- つよきす Cool×Sweet（児童）
- マジカノ（吉川春生）
- 南の島の小さな飛行機 バーディー（ビー）

2007年
- 瀬戸の花嫁（男子）
- 人形アニメーション リカちゃん（かけるくん）

2008年
- S・A〜スペシャル・エー〜（華園亮、大河原裕二、ファンキュ弟）
- ヒャッコ（上下山狐）
- ポルフィの長い旅（修道僧）

2009年
- 犬夜叉 完結編（死神鬼の使い）
- 宇宙をかける少女（ゆぴたん）
- タユタマ -Kiss on my Deity-（ホウ）

2010年
- Angel Beats!（竹山）
- 会長はメイド様!（白川直也）
- ダンス イン ザ ヴァンパイアバンド（彦坂）
- 天体戦士サンレッド（ナイトマン / ナイトール）
- ロビンくんと100人のお友達（パトリック、ジャック）

2011年
- お兄ちゃんのことなんかぜんぜん好きじゃないんだからねっ!!（黒崎大吾）
- NARUTO -ナルト- 疾風伝（弟子）
- フラクタル（若者）
- フリージング（2011年 - 2013年、アオイ＝カズヤ） - 2シリーズ
- BLEACH（雪緒・ハンス・フォラルルベルナ）

2012年
- Another（風見智彦）
- エリアの騎士（風巻涼）
- GON -ゴン-（ヤン）
- Persona4 the ANIMATION（中島秀）

2013年
- 遊☆戯☆王ZEXAL II（皇帝）

2014年
- 人生相談テレビアニメーション「人生」（香月芯一郎）
- Fate/stay night [Unlimited Blade Works]（後藤劾以）

2015年
- カードファイト!! ヴァンガードG（緒川ショウジ）
- 境界のRINNE（臼井）
- 探偵チームKZ事件ノート（小塚和彦）
- ログ・ホライズン2（カミュ / カマイサル）

2016年
- OZMAFIA!!（スカーレット）
- 金田一少年の事件簿R（乾光太郎）
- D.Gray-man HALLOW（ジョニー・ギル）
- 刀剣乱舞-花丸-（2016年 - 2018年、大和守安定） - 2シリーズ
- NORN9 ノルン+ノネット（滝島雪）
- バーナード嬢曰く。（遠藤）
- ふうせんいぬティニー（エリマキトカゲ）
- Bloodivores（チェン・フォン）

2017年
- 弱虫ペダル シリーズ（2017年 - 2023年、杉元定時） - 3シリーズ
- お酒は夫婦になってから（水沢壮良）
- 僕の彼女がマジメ過ぎるしょびっちな件（篠崎遥）
- Fate/Grand Order × 氷室の天地 〜7人の最強偉人篇〜（後藤劾以）

2018年
- バジリスク 〜桜花忍法帖〜（蜩七弦）
- 踏切時間（駒場たかし）
- メジャーセカンド（東斗ボーイズ 小松）
- 新幹線変形ロボ シンカリオン（2018年 - 2019年、霧島タカトラ）

2019年
- 八十亀ちゃんかんさつにっき（2019年 - 2022年、陣界斗） - 4シリーズ
- 鬼滅の刃（正一）
- ヴィンランド・サガ（2019年 - 2023年、アーレ、イングランド軍兵士） - 2シリーズ
- ファンタシースターオンライン2 エピソード・オラクル（アークス）

2020年
- A3!（飛鳥晴翔、通行人、観客） - 2シリーズ
- ドロヘドロ（カスカベ）
- 天晴爛漫!（空乃半兵衛）
- 神様になった日（氷川哲也）

2022年
- 佐々木と宮野（田代権三郎）
- かぎなど（竹山）

2023年
- 柚木さんちの四兄弟。（秋山先生）
- ビックリメン（照光子）
- 聖剣学院の魔剣使い（ミュゼル・ローデス）

2024年
- 刀剣乱舞 廻 -虚伝 燃ゆる本能寺-（大和守安定）
- ブルーアーカイブ The Animation（柴大将）
- ふしぎ駄菓子屋 銭天堂（蔵木元弥）
- BLEACH 千年血戦篇-相剋譚-（雪緒・ハンス・フォラルルベルナ）

2025年
- TO BE HERO X（チーシー）
- まったく最近の探偵ときたら（下着ドロ）

### 劇場アニメ
- Pia♥キャロットへようこそ!! 劇場版〜さやかの恋物語〜（2002年）
- オオカミくんはピアニスト（2007年、叫ぶヒツジ）
- 刀剣乱舞-花丸- 〜幕間回想録〜（2017年、大和守安定）
- 歎異抄をひらく（2019年、権八[59]）
- 劇場版 新幹線変形ロボ シンカリオン 未来からきた神速のALFA-X（2019年、霧島タカトラ）
- 映画 佐々木と宮野ー卒業編ー（2023年、田代権三郎[60]）

### OVA
2000年代
- Happy World!（2002年、男子生徒、生徒）
- こみっくパーティーRevolution（2003年）
- スクールランブル 一学期補習（2005年、麻生広義、男子生徒）
- 学校の怪談（2005年）
- 機動戦士ガンダム MS IGLOO -黙示録0079-（2006年）
- マリア様がみてる 3rdシーズン（2006年、福沢祐麒）
- やなせたかしメルヘン劇場 ほしのこルンダ（2008年、ルン / ほしのこルンダ）

2010年代
- スペランカー先生（2011年、男子生徒 他）
- ココロコネクト（2012年、城山翔斗）

2020年代
- 佐々木と宮野（2022年、田代権三郎） - コミックス第9巻アニメDVD付特装版

### Webアニメ
- 幕末機関説 いろはにほへと（2006年、兵士1、少年兵2）
- TRIP TREK（2010年、ヒミツバチ、ピエロ、子ライオン[63]）
- ヘタリア THE BEAUTIFUL WORLD（2013年、ピカルディー）
- SHOW BY ROCK!!（2013年、ヤイバ[64]）
- ベイウォーリアーズ サイボーグ（2015年、ジャン）
- ヘタリア The World Twinkle（2015年、クーゲルムーゲル、役人[65]）
- 夢王国と眠れる100人の王子様 ショート（2017年、ペルラ[66]）
- レイヤードストーリーズ ゼロ（2017年、タクマ[67]）
- 未来色の風景（2017年、洋平[68]）
- マウスどうぶつえん（2018年 -  、モグラのみつひろ）
- 衛宮さんちの今日のごはん（2018年、後藤劾以）

### ゲーム
2006年
- 愛と欲望は学園で〜華麗なる夜の舞踏会〜（中牧遊水）
- 機動戦士ガンダム スピリッツオブジオン（ジオン一般兵）
- Laughter Land（ヨアン）

2007年
- マジカノ ファンディスク じゃんけんぽんってマジですか?（吉川春生）

2009年
- 剣と魔法と学園モノ。2（ノーム・男）
- ヒャッコ よろずや事件簿!（上下山狐）

2010年
- 剣と魔法と学園モノ。3（ノッペ、スティクス、ノーム・男）
- デザート・キングダム（レジェッタ・サマル）
- ときめきメモリアル Girl's Side 3rd Story（大迫力）

2011年
- アルカナハート3（ブリキさん）
- 侍道4（主人公）
- トレジャーリポート 機械じかけの遺産（スチュアート）
- 謎惑館 〜音の間に間に〜（ヤオイくん）
- メルルのアトリエ 〜アーランドの錬金術士3〜（ライアス・フォールケン）

2012年
- ときめきメモリアル Girl's Side Premium 〜3rd Story〜（大迫力）
- ファイアーエムブレム 覚醒（ドニ）
- 迷宮塔路レガシスタ（アルト・ストレイター）
- ルートダブル -Before Crime * After Days-（天川夏彦）

2013年
- 圧倒的遊戯 ムゲンソウルズZ（カケル）
- OZMAFIA!!（スカーレット）
- クロストライブ（竜崎圭）
- 蒼穹のスカイガレオン（アフラマズダ/スプンタマンユ/ペガサス）
- デザート・キングダム ポータブル（レジェッタ・サマル）
- NORN9 ノルン+ノネット（滝島雪）
- ブレイブルー クロノファンタズマ（ヒビキ＝コハク）
- メルルのアトリエ Plus 〜アーランドの錬金術士3〜（ライアス・フォールケン）

2014年
- 俺の屍を越えてゆけ2（万屋玄亀）（関連番組のSCEプロモーション担当）
- 学園ヘヴン2 〜DOUBLE SCRAMBLE!〜（岡崎研）
- サシノミ!!〜ご褒美はオフィスのカレと〜（池端久志）
- 里見八犬伝 八珠之記（はち）
- 里見八犬伝 浜路姫之記（はち）
- NORN9 VAR COMMONS（滝島雪）
- Fate/hollow ataraxia（後藤劾以）
- ヤタガラス Attack on Cataclysm（ジェット）
- 流星☆ハレーション（マーベル朝日）

2015年
- ヴァリアントナイツ（モルフォイ＝ロンダーク）
- Angel Beats! -1st beat-（竹山）
- OZMAFIA!! -vivace-（スカーレット）
- 里見八犬伝 村雨丸之記（はち）
- 終天のトロイメライ（ジル）
- 超銀河秘球 コズミックボール（シュバルツ・ファルケン）
- 刀剣乱舞（大和守安定）
- NORN9 LAST ERA（滝島雪）
- 百華夜光（蘇芳）
- ファイアーエムブレムif（ヒナタ、ヒサメ）
- ブレイブルー セントラルフィクション（ヒビキ＝コハク）
- 夢王国と眠れる100人の王子様（ペルラ）

2016年
- 逆転オセロニア（シャンティ・ハリ）
- SA7 SILENT ABILITY SEVEN（灰沢一樹）
- タワー オブ プリンセス（エリアス、ムート）
- ドラゴンジェネシス -聖戦の絆-（円卓の騎士 ガウェイン）
- ドラゴンハンターCOOP
- 黎冥学園生徒会 〜天魔の末裔と禁断の果実〜（月成ルイ）
- ワールドクロスサーガ（ロキ、金太郎）

2017年
- 茜さすセカイでキミと詠う（杉田玄白）
- 空蝉の廻（啓太）
- A3!（飛鳥晴翔）
- 戦国幻武〜本格軍勢バトル〜
- 誰ガ為のアルケミスト（レイドウ）
- Panipani-パラレルニクスパンドラナイト（狩生ハント）
- ファイアーエムブレム ヒーローズ（2017年 - 2023年、ドニ、ヒナタ）
- ファンタシースターオンライン2 es（ヤシャ、ライトニングエスパーダ、ノクスカディナ、イミディエイトフェザー、ベクリュサバーカ）
- レイヤードストーリーズ ゼロ（タクマ）

2018年
- デスティニーチャイルド（ヴェルデレト）
- キングスレイド（フルス）
- CARAVAN STORIES（テオ）
- 東京プリズン（鳴海綾斗）
- グランブルーファンタジー（2018年 - 2024年、イカロス、マフィアの手下１〈レニィ〉）
- キャプテン翼ZERO 〜決めろミラクルシュート〜（鈴木颯太、上田刀馬）

2019年
- ラストクラウディア（ゴルム王子）
- 熱血硬派くにおくん外伝 イカすぜ!小林さん（溝口光輝）
- ワールドフリッパー（ジェイク、ジャスター）

2020年
- コード:ドラゴンブラッド（ロ・メイタク、零号）
- ドラゴンクエストX 目覚めし五つの種族 オンライン（2020年 - 2022年、主人公の兄弟）
- ロハンM（ハロルド）
- ドトコイ（斉藤ルイ）
- グランブルーファンタジー ヴァーサス（2020年 - 2023年、エルセム〈代役〉、ユキチ） - 2作品
- OCTOPATH TRAVELER 大陸の覇者（ハーレー、デヴィン）

2021年
- BLAZBLUE ALTERNATIVE DARKWAR（ヒビキ＝コハク）
- 食物語（糯米八宝鴨）
- ブレイブ フロンティア レゾナ（アトロ）
- 鬼滅の刃 ヒノカミ血風譚（正一）
- ときめきメモリアル Girl’s Side 4th Heart（大迫力） - DLC追加キャラクター

2022年
- ドラゴンクエストX オフライン（主人公の兄弟）

2024年
- ペルソナ3 リロード（ベベ）
- ポケモンマスターズ EX（デクシオ）

2025年
- モンスターハンターワイルズ（オトモアイルー タイプ2）

### ドラマCD
- あっとボイス学園物語CD☆二時間目 〜姫川先生と愉快な教え子たち〜（剛隆寺武人）
- あると ドラマCD〜真夏のビーチで、ヴィオーラ親睦会!?〜（成瀬将人）
- AR 〜another epilogue〜（玉城優弥）
- OZMAFIA!!シリーズ（スカーレット）
- お天気戦隊ハウウェザーシリーズ（アラレ）
- 乙女系ドラマCD 結局オレらの誰が好きなの!? 生徒会編（相沢ヒカル[142]）
- 会長はメイド様! シリーズ（白川直也）
  - 会長はメイド様! ご主人様 アニメ化ですよ! ドラマCD ※『LaLa』2010年5月号付録
  - 会長はメイド様! キャラクターコンセプトCD4 —Another Side—
  - 会長はメイド様! マリアージュ ※ドラマCD付き特装版
- かてきょ@ クール系英語教師（浅野昂太）
- くすりのマジョラム ドラマCD（薬師寺錠）
- ゴールデン・ドロップ 天泣、時の彼方より 前編・後編（レイド[143]）
- TVアニメ「彩雲国物語」ドラマCD 第一巻 愛情手料理奮闘記！（兵士[144]）
- 佐々木と宮野（田代権三郎）
  - 佐々木と宮野 Vol.2
  - 『月刊コミックジーン』2018年2月号付録ドラマCD[145]
  - 『月刊コミックジーン』2018年11月号付録ドラマCD[146]
  - 映画 佐々木と宮野―卒業編― ドラマCD
- サシノミ!! オフィスじゃ見れない素顔のカレ（池端久志）
- ドラマCD「サルーテ!」〜フロワ王女と海賊ルッシュ〜 第3話 年下の婚約者!?（ネオスト王子）
- 三国志LOVERS ドラマCD 第2巻
- JIHAI〜磁海〜 Third World（カナン）
- 新庫堂学園演劇部を演ってみた。シリーズ
  - ステージ1 〜え？あぁ、そう。〜（五木博光）
  - ステージ3 〜歌い手戦隊ニコドーマン〜（オガタ司令官）
  - ダブルラリアット（オガタ司令官、岡本陽介）
- 世界樹の迷宮IV 囚われの巫女と三姉弟（ルーク・ヴァラディ）
- CELL DIVISION"HUG&KICK"（一之瀬マサル）
  - CELL DIVISION"HUG&HEAVEN"（一之瀬マサル）
- 空色パンデミック（仲西景）
- つきねこ 2・2.5・3（サトシ）
- つきねこ 朗読CDシリーズ
  - イン・ザ・プール
  - 空中ブランコ
  - 町長選挙
- テイルズ オブ ヴェスペリア 虚空の仮面 前編（ソムラス）
- TRIP TREK 〜たいせつなお友達〜（雄二）
- ナデプロ!! 2（櫻小路の取り巻き）
  - ナデプロ!! SPCD 近況報告（X期生･広瀬）
- ドラマCD はちみつカフェ（馬場）
- ぱらのいあけーじ ドラマCD付限定版第3巻（榎[147]）
- バレスタサード 第3巻（天ヶ瀬翔）
- ビーンズ王国 ドラマCD 秘密のロイヤル・プリンス（第三王子・フィリップ[148]）
- ファイアーエムブレムif 白夜王国 ドラマCD（ヒナタ）
- フリージング ドラマCD付き限定版第14巻（アオイ＝カズヤ）
- マジカノ ドラマCD 〜魔女の森のリンゴ狩り〜（吉川春生） ※コミックス第7巻特装版
- 大河幻想ラジオドラマ「魔道祖師」（蘇渉[149]）
- マリア様がみてる（福沢祐麒）
- 名作文学（笑）ドラマCD「注文の多い第六天魔王」（利休）
- メンズ校 4（桜木）
- ドラマCD ルートダブル -Before Crime * After Days- Xtend edition-After Crime-（天川夏彦[150]）
- リーマン戦隊タカナシレンジャー（東西南北一樹 / ピンク）
- 流星☆ハレーションシリーズ（マーベル朝田[151]）
  - 県立美浜高校の一日
  - 〜Smile Vacation vol.1〜
  - 〜Smile Vacation vol.2〜

### BLCD
- 愛と欲望は学園で（中牧遊水/受け）
- ウブ（尾崎知臣）
- 恋泥棒を捜せ!（花屋の男）
- 私立翔瑛学園男子高等部 倉科先生の受難（空手部員C）
- 純情ロマンチカ（友達）
- 純真にもほどがある!（長谷由岐也、野田）
- 地下鉄の犬（小林）
- Don't Worry Mama（東山修司）
- 花色バージンソイル（宮坂）
- 春を抱いていた6（田辺祐一郎）
- 舞踏会の手帖 〜Un Carnet de Bal〜（華族1）
- 蜜と十字架（地上げ屋B）
- Laughter Land ハイグルコート（ヨアン）

### ラジオドラマ
- ハンドメイドシネマ（2013年、小坂伸一[152]）
- 幼馴染の自動販売機にプロポーズした経緯について。（2016年、ぼく[153]）
- 魔道祖師 日本語版ラジオドラマ（2020年、蘇渉[154]）

### デジタルコミック
- ある朗らかな午後白いワンピースを汚さずに死ね（新人天使）
- ケシカスくん（宮本武シャー芯、よっちゃん）
- TONOちゃんのしましまえぶりでぃ
- DRAGONBIRD
- 20XX年レベルアップ災害〜神から授かりし新たなる力〜（木下善人[155]）
- 呪ウーマン（伊家輝夫）
- バッファロー5人娘（レイジ[156]）
- マジキチKITCHEN（ソルト）

### 吹き替え

#### 映画
- 卒業の朝
- ハリー・ポッターと炎のゴブレット

#### ドラマ
- スクール・オブ・ロック（クラーク）
- プライベート・プラクティス3（ライアン） #3
- プライベート・プラクティス4（ケニー）#4
- ブラザーズ&シスターズ（マテオ）

#### アニメ
- アーチボルドの大冒険（アーチボルド[157]）
- ベン10:エイリアン・フォース（アラン / ヒートブラスト）

### 特撮
- 侍戦隊シンケンジャー（2009年、アヤカシ・マリゴモリの声）

### ラジオ
※はインターネット配信。
- （有）チェリーベル ネットラジオ局 LMG王座決定戦
- 市来&高橋のおいしいラジオ!（2009年、DNEメディアステーション※）
- つきねこラジオverマチネ（2009年 - 2010年、DNEメディアステーション※）
  - つきねこラジオverインプロ（2010年 - 2011年、DNEメディアステーション※）
- Voice Push! presents ふれふれ! (2011年 - 2014年、超!A&G+※)
- 音の間に間に! 謎惑RADIO☆（2011年、謎惑館 〜音の間に間に〜公式サイト※）
- ビーンズ王国 プリンス☆レディオ（2011年 - 2012年、音泉※）
- 夏彦・サリュのルートダブル通信（2012年、音泉※）[158]
- C.P.United feat.OZMAFIA!!（2016年、ラジオ関西）
- アニメ『刀剣乱舞-花丸-』WEBラジオ 「安定・清光の『花丸通信』」（2016年、アニメイトタイムズ※、音泉※、HiBiKi Radio Station※）[159]
- C.P.United feat.奇異太郎少年の妖怪絵日記&バーナード嬢曰く。（2016年、ラジオ関西）[160]
- C.P.United（2017年、ラジオ関西）
- レイゼロ放送局（2017年 - 、ニコニコ生放送※）[161]
- ラジリスク新章 〜甲賀忍放送〜（2018年、音泉※）[162]

### ラジオCD
- DJCD 恋スルスペシャルラジオ!×マウスなのに虎の穴ラジオ
- 「刀剣乱舞-花丸-」 DJCD 安定・清光の花丸通信 其の一
- ラジオCD ビーンズ王国 プリンス☆レディオ Vol.1〜3

### テレビ番組
- あっとボイスTV 枠 オレが俺がのふたり上手（BBstation）

### 映像商品
- 愛と勇気の25周年記念 ファイアーエムブレム祭 DVD[163]
- 梶裕貴のフェイス！ Vol.1[164]
- 宝探し〜ミライセンシ エピソード0〜in西武園ゆうえんち[165]
- 『刀剣乱舞-花丸-』 スペシャルイベント 花丸◎日和! DVD[166]
- 続『刀剣乱舞-花丸-』スペシャルイベント 花丸◎まつり DVD[167]
- 刀剣乱舞-花丸- スペシャルイベント 花丸*春一番！

### 舞台
- きんとと
- 怪奇探偵丑三進ノ助〜推して参る!〜
- 僕の愛した冒険
- 女探偵 冴羽優羽〜Case File：天使〜
- LUNAR BUS 720
- アニメ大国ニッポン
- 大正探偵怪奇譚〜第参夜〜縁
- 大正探偵怪奇譚〜第壱夜〜鬼子
- 可燃物不燃日記
- KILLER IN KILLERS
- candy love〜届けあたしの怨み説〜
- ファミリー〜family〜
- 地の涯ての最後の一滴〜VampiresStrikeBack!!
- Live!Die!Reborn!〜曵かれゆく星々の荒野から〜
- 古の深き闇よりの嘆息〜surgikal strike〜
- 忘れモノ係
- ワンダーランド
- 嘘をついた下北沢
- 雨とマッシュルーム
- 青春ゲットバック（ポール）
- テン・カウント・ゴング（相沢公平）
- You can still Rock in Hospital Room
- 朗読劇「judgement〜泡沫ニ映ス胡蝶ノ夢〜」（2019年11月23・24日、武蔵野芸能劇場） - インディゴ 役

### その他コンテンツ
- 関口さんII （万田ヒトシ）
- 玉ニュータウン （イッチィ）
- 携帯コンテンツ：どこでもUSEN「王様募集!!」
- 水樹奈々 スマイルギャング 5周年記念! シャッス4!!（ナレーション）
- ココロコネクト宣伝部長
- ブレイブ フロンティア テレビCM ブレフロ王道編（ナレーション）[168]
- 『転生ゴブリンだけど質問ある？』2巻発売PV[169]
- グラブルフェス2021
- 八十亀ちゃんかんさつにっき ARナビ inブラザーミュージアム（陣界斗[170]）

## ディスコグラフィ

### キャラクターソング
| 発売日   | 商品名                                                     | 歌 | 楽曲                          | 備考                                                                           |
| 2010年   | 2010年                                                     | 2010年 | 2010年                        | 2010年                                                                         |
| -------- | ---------------------------------------------------------- | --- | ----------------------------- | ------------------------------------------------------------------------------ |
| 8月11日  | 会長はメイド様！キャラクターコンセプトCD 04 ―Another Side― | 3バカトリオブラザーズ | 「Don't Cry VACA」            | テレビアニメ『会長はメイド様！』関連曲                                         |
| 2011年   |                                                            | |                               |                                                                                |
| 3月23日  | 歌なんかぜんぜん歌いたくないんだからねっ!!                 | 岸川啓一郎（立花慎之介）、山代拓実（松本健太）、黒崎大吾（市来光弘）、高梨修輔（豊永利行） | 「走れ!!AGE探検隊」           | テレビアニメ『お兄ちゃんのことなんかぜんぜん好きじゃないんだからねっ!!』関連曲 |
| 2014年   |                                                            | |                               |                                                                                |
| 6月4日   | OZMAFIA!! Character Song Vol.3 SCARLET                     | スカーレット（市来光弘） | 「Cosmos」                    | ゲーム『OZMAFIA!!』関連曲                                                      |
| 2016年   |                                                            | |                               |                                                                                |
| 10月12日 | 刀剣乱舞-花丸- 歌詠集其の一                                | 大和守安定（市来光弘）、加州清光（増田俊樹） | 「花丸◎日和！」               | テレビアニメ『刀剣乱舞-花丸-』オープニングテーマ                               |
| 10月12日 | 刀剣乱舞-花丸- 歌詠集其の一                                | 大和守安定（市来光弘）、加州清光（増田俊樹） | 「明け暮れ日記」              | テレビアニメ『刀剣乱舞-花丸-』エンディングテーマ                               |
| 12月21日 | 刀剣乱舞-花丸- 歌詠集其の六                                | 大和守安定（市来光弘）、加州清光（増田俊樹） | 「いつ、何時も」              | テレビアニメ『刀剣乱舞-花丸-』挿入歌                                           |
| 2017年   |                                                            | |                               |                                                                                |
| 12月6日  | 『刀剣乱舞-花丸-』歌詠全集                                 | 花丸刀剣男士一同 | 「花丸◎日和！47振りver.」     | 劇場アニメ『刀剣乱舞-花丸- 〜幕間回想録〜』主題歌                              |
| 2018年   |                                                            | |                               |                                                                                |
| 1月10日  | 続『刀剣乱舞-花丸-』歌詠集 其の一                          | 大和守安定（市来光弘）、加州清光（増田俊樹） | 「花丸印の日のもとで」        | テレビアニメ『続 刀剣乱舞-花丸-』オープニングテーマ                            |
| 1月17日  | 続『刀剣乱舞-花丸-』歌詠集 其の二                          | 大和守安定（市来光弘）、加州清光（増田俊樹）、へし切長谷部（新垣樽助）、今剣（山下大輝）、前田藤四郎（入江玲於奈）、にっかり青江（間島淳司）、蜂須賀虎徹（興津和幸）、陸奥守吉行（濱健人） | 「花丸印の日のもとで ver.2」  | テレビアニメ『続 刀剣乱舞-花丸-』オープニングテーマ                            |
| 1月24日  | 続『刀剣乱舞-花丸-』歌詠集 其の三                          | 大和守安定（市来光弘）、加州清光（増田俊樹）、鯰尾藤四郎（斉藤壮馬）、歌仙兼定（石川界人）、宗三左文字（泰勇気）、薬研藤四郎（山下誠一郎）、燭台切光忠（佐藤拓也）、五虎退（粕谷雄太） | 「花丸印の日のもとで ver.3」  | テレビアニメ『続 刀剣乱舞-花丸-』オープニングテーマ                            |
| 1月31日  | 続『刀剣乱舞-花丸-』歌詠集 其の四                          | 大和守安定（市来光弘）、加州清光（増田俊樹）、山姥切国広（前野智昭）、獅子王（逢坂良太）、石切丸（高橋英則）、秋田藤四郎（山谷祥生）、乱藤四郎（山本和臣）、鳴狐（浅沼晋太郎） | 「花丸印の日のもとで ver.4」  | テレビアニメ『続 刀剣乱舞-花丸-』オープニングテーマ                            |
| 2月7日   | 続『刀剣乱舞-花丸-』歌詠集 其の五                          | 大和守安定（市来光弘）、加州清光（増田俊樹）、愛染国俊（山下誠一郎）、同田貫正国（櫻井トオル）、鶴丸国永（斉藤壮馬）、平野藤四郎（浅利遼太）、骨喰藤四郎（鈴木裕斗）、厚藤四郎（山下大輝） | 「花丸印の日のもとで ver.5」  | テレビアニメ『続 刀剣乱舞-花丸-』オープニングテーマ                            |
| 2月14日  | 続『刀剣乱舞-花丸-』歌詠集 其の六                          | 大和守安定（市来光弘）、加州清光（増田俊樹）、小夜左文字（村瀬歩）、鶯丸（柿原徹也）、堀川国広（榎木淳弥）、和泉守兼定（木村良平）、太郎太刀（泰勇気）、次郎太刀（宮下栄治） | 「花丸印の日のもとで ver.6」  | テレビアニメ『続 刀剣乱舞-花丸-』オープニングテーマ                            |
| 2月21日  | 続『刀剣乱舞-花丸-』歌詠集 其の七                          | 大和守安定（市来光弘）、加州清光（増田俊樹）、大倶利伽羅（古川慎）、三日月宗近（鳥海浩輔）、博多藤四郎（大須賀純）、山伏国広（櫻井トオル）、御手杵（浜田賢二）、江雪左文字（佐藤拓也） | 「花丸印の日のもとで ver.7」  | テレビアニメ『続 刀剣乱舞-花丸-』オープニングテーマ                            |
| 2月28日  | 続『刀剣乱舞-花丸-』歌詠集 其の八                          | 大和守安定（市来光弘）、加州清光（増田俊樹）、浦島虎徹（福島潤）、一期一振（田丸篤志）、蜻蛉切（櫻井トオル）、日本号（津田健次郎）、小狐丸（近藤隆）、岩融（宮下栄治） | 「花丸印の日のもとで ver.8」  | テレビアニメ『続 刀剣乱舞-花丸-』オープニングテーマ                            |
| 3月7日   | 続『刀剣乱舞-花丸-』歌詠集 其の九                          | 大和守安定（市来光弘）、加州清光（増田俊樹）、蛍丸（井口祐一）、明石国行（浅利遼太）、長曽祢虎徹（新垣樽助）、髭切（花江夏樹）、膝丸（岡本信彦）、数珠丸恒次（緑川光） | 「花丸印の日のもとで ver.9」  | テレビアニメ『続 刀剣乱舞-花丸-』オープニングテーマ                            |
| 3月14日  | 続『刀剣乱舞-花丸-』歌詠集 其の十                          | 大和守安定（市来光弘）、加州清光（増田俊樹）、太鼓鐘貞宗（髙橋孝治）、不動行光（阪口大助）、小烏丸（保志総一朗）、大典太光世（浪川大輔）、ソハヤノツルキ（浅利遼太）、後藤藤四郎（村田太志） | 「花丸印の日のもとで ver.10」 | テレビアニメ『続 刀剣乱舞-花丸-』オープニングテーマ                            |
| 3月28日  | 続『刀剣乱舞-花丸-』歌詠集 其の十一                        | 大和守安定（市来光弘）、加州清光（増田俊樹） | 「繙く命」                    | テレビアニメ『続 刀剣乱舞-花丸-』挿入歌                                        |
| 3月28日  | 続『刀剣乱舞-花丸-』歌詠集 其の十一                        | 大和守安定（市来光弘）、加州清光（増田俊樹）、信濃藤四郎（小林裕介）、包丁藤四郎（宮田幸季）、物吉貞宗（小野賢章）、亀甲貞宗（山中真尋）、千子村正（諏訪部順一）、大包平（小野友樹） | 「花丸印の日のもとで ver.11」 | テレビアニメ『続 刀剣乱舞-花丸-』オープニングテーマ                            |
| 2021年   |                                                            | |                               |                                                                                |
| 6月23日  | A3! ETERNAL GOD EP                                         | カイン［飛鳥晴翔（市来光弘）］、ギルバート［高遠丞（佐藤拓也）］ | 「雪炎」                      | ゲーム『A3!』関連曲                                                            |
| 6月23日  | A3! ETERNAL GOD EP                                         | 飛鳥晴翔（市来光弘） | 「二等上等」                  | ゲーム『A3!』関連曲                                                            |
| 2022年   |                                                            | |                               |                                                                                |
| 5月25日  | 特『刀剣乱舞-花丸-』〜雪ノ巻〜 歌詠集                      | 大和守安定（市来光弘）、加州清光（増田俊樹）、巴形薙刀（野島裕史）、毛利藤四郎（高城元気）、大般若長光（三木眞一郎）、南泉一文字（河西健吾）、山姥切長義（高梨謙吾）、白山吉光（下野紘）、小竜景光（立花慎之介）、静形薙刀（阿座上洋平）、肥前忠広（小松昌平）、南海太郎朝尊（野島健児）                                                             | 「花丸便りの舞う頃に」        | 劇場アニメ『特 刀剣乱舞-花丸-』〜雪ノ巻〜 オープニングテーマ                   |
| 7月13日  | 特『刀剣乱舞-花丸-』〜月ノ巻〜 歌詠集                      | 大和守安定（市来光弘）、加州清光（増田俊樹）、日向正宗（梶裕貴）、小豆長光（川原慶久）、謙信景光（代永翼）、篭手切江（広瀬裕也）、豊前江（八代拓）、千代金丸（新垣樽助）、北谷菜切（仲村宗悟）、祢々切丸（松田健一郎）、桑名江（伊東健人）、松井江（土岐隼一）、水心子正秀（阿部敦）、源清麿（赤羽根健治）、鬼丸国綱（森川智之）、山鳥毛（井上和彦） | 「花の宴」                    | 劇場アニメ『特 刀剣乱舞-花丸-』〜月ノ巻〜 オープニングテーマ                   |